# 東北赫特福德郡 (英國國會選區)
東北赫特福德郡（英語：North East Hertfordshire），英國國會一郡選區，包括英格蘭東部赫特福德郡東赫特福德郡和北赫特福德郡一部。始設於1997年。
本區自創設當區下議院議員為保守黨的奧利弗·黑爾特。2010年大選中以53.5%選票勝出該區連任成功。